# العلاقات الباهاماسية الموريتانية
العلاقات الباهاماسية الموريتانية هي العلاقات الثنائية التي تجمع بين باهاماس وموريتانيا.

## مقارنة بين البلدين
هذه مقارنة عامة ومرجعية للدولتين:
| وجه المقارنة                                              | باهاماس      | موريتانيا                 |
| --------------------------------------------------------- | ------------ | ------------------------- |
| المساحة (كم2)                                             | 13.88 ألف    | 1.03 مليون                |
| عدد السكان (نسمة)                                         | 395.36 ألف   | 4.42 مليون                |
| الكثافة السكانية (ن./كم²)                                 | 28.48        | 4.29                      |
| العاصمة                                                   | ناساو        | نواكشوط                   |
| اللغة الرسمية                                             | لغة إنجليزية | اللغة العربية، لغة فرنسية |
| العملة                                                    | دولار بهامي  | أوقية موريتانية، أوقية ‏   |
| الناتج المحلي الإجمالي (بليون دولار)                      | 12.16 مليار  | 5.02 مليار                |
| الناتج المحلي الإجمالي (تعادل القوة الشرائية) بليون دولار | 8.92 مليار   |                           |
| الناتج المحلي الإجمالي الاسمي للفرد دولار أمريكي          | 22.82 ألف    |                           |
| الناتج المحلي الإجمالي للفرد دولار أمريكي                 |              | 3.91 ألف                  |
| مؤشر التنمية البشرية                                      | 0.790        | 0.506                     |
| رمز المكالمات الدولي                                      | +1242        | +222                      |
| رمز الإنترنت                                              | .bs          | .mr                       |
| المنطقة الزمنية                                           | 00           | 00                        |

## منظمات دولية مشتركة
يشترك البلدان في عضوية مجموعة من المنظمات الدولية، منها:
| علم المنظمة | اسم المنظمة                                 | تاريخ انضمام باهاماس | تاريخ انضمام موريتانيا |
| ----------- | ------------------------------------------- | -------------------- | ---------------------- |
|             | مؤسسة التنمية الدولية                       | 23 يونيو 2008        | 10 سبتمبر 1963         |
|             | يونسكو                                      | 23 أبريل 1981        | 10 يناير 1962          |
|             | وكالة ضمان الاستثمار متعدد الأطراف          | 4 أكتوبر 1994        | 8 سبتمبر 1992          |
|             | الأمم المتحدة                               | 18 سبتمبر 1973       | 27 أكتوبر 1961         |
|             | مجموعة دول أفريقيا والكاريبي والمحيط الهادئ | ?                    | ?                      |
|             | الاتحاد البريدي العالمي                     | ?                    | ?                      |
|             | البنك الدولي للإنشاء والتعمير               | 21 أغسطس 1973        | 10 سبتمبر 1963         |
|             | الاتحاد الدولي للاتصالات                    | 19 أغسطس 1974        | 18 أبريل 1962          |
|             | منظمة حظر الأسلحة الكيميائية                | ?                    | ?                      |
|             | مؤسسة التمويل الدولية                       | 8 ديسمبر 1986        | 29 ديسمبر 1967         |
|             | المركز الدولي لتسوية المنازعات الاستشارية   | 18 نوفمبر 1995       | 14 أكتوبر 1966         |
|             | منظمة الشرطة الجنائية الدولية               | ?                    | ?                      |